# Papilio arnoldiana
Papilio arnoldiana är en fjärilsart som beskrevs av Vane-wright 1995. Papilio arnoldiana ingår i släktet Papilio och familjen riddarfjärilar.
Artens utbredningsområde är Etiopien. Inga underarter finns listade i Catalogue of Life.